# Цифровая патология

## Что такое цифровая патология
Цифровая патология —  информационная среда, основанная на цифровых изображениях препаратов. Цифровая патология является частью виртуальной микроскопии и по факту представляет собой преобразование препаратов, находящихся на предметных стеклах, в их высококачественные цифровые копии. Цифровые копии препаратов впоследствии могут быть использованы для просмотра, анализа, архивирования, проведения телеконференции, внешнего консультирования, обучения и т. д.
Цифровая патология в настоящее время считается одним из наиболее перспективных направлений в диагностической медицине. Интегрируя человеческий опыт и искусственный интеллект позволяет снизить стоимость, одновременно увеличив скорость и качество диагностики и прогнозирования течения патологий.
Цифровая патология является востребованным и эффективным инструментом при постановке диагноза, позволяет перейти от просмотра необходимого количества полей зрения в микроскоп к визуализации всего препарата целиком в сверхвысоком разрешении.

## Возможности цифровой патологии
- Просмотр цифровой копии препарата в сверхвысоком разрешении;
- Применение алгоритмов морфометрического анализа;
- Создание архива оцифрованных препаратов с первозданной окраской и возможностью добавления информации о пациенте, враче, диагнозе и т. д.;
- Получение второго мнения;
- Проведение внешнего консультирования в онлайн режиме;
- Обучение на виртуальных препаратах.

## Оборудование для цифровой патологии
Для создания цифровых копий препаратов, находящихся на предметном стекле, используется специальный прибор — Цифровой сканер микропрепаратов.
Все современные сканеры микропрепаратов глобально можно разделить по принципу сканирования на две большие группы: панорамирование и линейное сканирование.
1. Панорамирование является традиционным способом получения изображений, состоящих больше, чем из одного поля зрения. Результирующее изображение образуется путём программной сшивки нескольких полей зрения. Хотя современное программное обеспечение позволяет проводить очень качественную обработку изображений, тем не менее на результирующих изображениях отсканированных препаратов нередко можно встретить ошибки сшивки в виде сдвигов фрагментов.
2. Линейное сканирование — более прогрессивный и высокоточный метод. Сканирование осуществляется с использованием линейной TDI матрицы. Подобные матрицы используются при картографировании и аэрофотосъемке. Принцип действия сканера, работа которого основана на линейном метода сканирования, можно понять, представив себе обычный сканер бумаги: осуществляется построчное сканирование объекта. Результирующее изображение формируется сразу попиксельно. Вероятность ошибок в обработке итогового изображения и некорректности сшивок значительно снижается.

## Отсканированные препараты
Пример отсканированного гистологического и цитологического препарата на линейном сканере.